# Kimpemba
Kimpemba est un village de la République démocratique du Congo, situé dans la province du Bas-Congo. 
L'homme politique Simon Mboso Kiamputu y est né.
Le diplomate et haut fonctionnaire ambassadeur Marcel MAKENGO MA KIMBOKO est originaire de ce village qui l'a vu naître le 13 décembre 1936.